# Ana Afonso de Leão
Ana Afonso de Leão, död 1710, var en prinsessa av Kongoriket, regerande drottning av Nkondo mellan 1673 och 1710.
Hon var syster till kung Garcia II av Kongo. Hon gifte sig med sin släkting Afonso II av Kongo och Nkondo. 
Efter hennes brorson António I av Kongos död 1665 utbröt ett tronföljdskrig: det kongolesiska inbördeskriget. Hennes make utropades till kung, men avsattes samma år. Hon blev änka 1669 och bosatte sig i Nkondo. Under inbördeskriget följde en splittring av kungariket i flera småstater, och hon skapade 1674 sitt eget rike, kungariket Nkondo, av de områden hon kontrollerade i Lemba och Matari. 
Hon blev på grund av sin bör en centralfigur i tronföljdskriget och en ledare inom en av fraktionerna, Huset Kinlaza, och spelade en viktig roll under kriget. Som sådan var hon en motståndare till Manuel I av Kibangu, som hon bedrev aktiv krigföring mot 1682–1693 innan han lyckades driva ut henne ur Nkondo. Hon erbjöd sig 1696 att ge sitt stöd till João II av Lemba, men de lyckades inte nå ett avtal. Hon gav därför sitt stöd till Pedro IV av Kongo, vilket gav honom stöd från hennes anhängare och bidrog till hans slutliga seger 1709. 